# Żukłańce
Żukłańce (lit. Užuklonys) − wieś na Litwie, w gminie rejonowej Soleczniki, 4 km na zachód od Dajnowy, zamieszkana przez 36 ludzi. 
Według inwentarza z 1775 r. Żuklańce należały do starostwa ejszyskiego w województwie wileńskim Rzeczypospolitej Obojga Narodów.
Przed II wojną światową w Polsce, w powiecie lidzkim województwa nowogródzkiego.